# Euxestus medioniger
Euxestus medioniger là một loài bọ cánh cứng trong họ Cerylonidae. Loài này được Lea miêu tả khoa học năm 1922.